# Stalin Motta
Stalin Motta Vaquiro (Bogotá, Colombia; 28 de marzo de 1984) es un exfutbolista profesional colombiano que jugaba como centrocampista. Capitán histórico de La Equidad; considerado como uno de los mejores jugadores en la historia del club, siendo su máximo goleador histórico y jugador con más partidos disputados.

## Carrera en clubes

### Inicios
Stalin nació en la ciudad de Bogotá, la capital de Colombia. Allí, empezó a jugar a fútbol desde pequeño. Inició en la escuela Sporting Cristal, y de allí pasó a las divisiones inferiores de Independiente Santa Fe, equipo del cual se considera hincha.
En las inferiores del equipo cardenal, se formó como futbolista, jugó en varios torneos locales y nacionales como el Hexagonal del Olaya, e integró varias Selecciones Bogotá.
Después de haber jugado por varios años en las inferiores de Santa Fe, y haber llegado hasta la nómina profesional sin llegar a debutar oficialmente, se fue a jugar al Chía Fútbol Club, equipo de la Categoría Primera B, con el que debutó como profesional en el año 2004. Después se fue a jugar a La Equidad, equipo de la ciudad de Bogotá.

### La Equidad
En el 2005, Stalin llegó a jugar a La Equidad, equipo que jugaba en la Categoría Primera B. Con el equipo bogotano, jugó en el Hexagonal del Olaya, y varios partidos a nivel profesional. El capitán de los 'Aseguradores' fue determinante en el 2006 para que el club saliera campeón del torneo de la Primera B.
En el mismo sentido Stalin se convirtió en pieza clave para que el cuadro 'Asegurador' disputara la final del Torneo Finalización 2007, enfrentando al Atlético Nacional.

### Atlético Nacional
En enero de 2010, luego de jugar cuatro temporadas con La Equidad, ficha por el Atlético Nacional. En el club antioqueño tiene poca continuidad dentro del equipo titular. En noviembre sufre una lesión de ligamentos que lo tuvo alejado de las canchas por al menos seis meses, luego de recuperarse sufrió una nueva lesión de rodilla que lo dejó todo 2011 sin jugar.Disputó 24 partidos y anotó 2 goles.

### La Equidad
A finales de 2011 sale de Atlético Nacional, regresando a La Equidad, que era dueño de sus derechos deportivos. Fue pretendido por el Málaga de España, pero el jugador descartó la idea de traspaso.

### Barcelona Sporting
En 2014 fue fichado por el Barcelona de Guayaquil de Ecuador, a préstamo por una temporada con opción de compra. Disputó 15 partidos.

### La Equidad
En el año 2015 vuelve a al equipo de sus amores La Equidad para disputar el torneo colombiano y jugar en el equipo que dirigirá Santiago Escobar.

Anotaría su primer triplete como profesional el 8 de mayo en la victoria como visitante 4 a 3 sobre Boyacá Chico.

## Selección nacional
Fue tenido en cuenta por el exentrenador de la selección Colombia, Jorge Luis Pinto, para hacer parte del combinado nacional en la gira emprendida por el continente europeo para enfrentar en partidos amistosos a los equipos de Irlanda y Francia. Así mismo fue convocado en las eliminatorias sudamericanas para el Mundial de Sudáfrica 2010.

### Participaciones enEliminatorias al Mundial
| Eliminatoria                            | Sede del Mundial | Posición      | Resultado | PJ | GA | Asis |
| --------------------------------------- | ---------------- | ------------- | --------- | -- | -- | ---- |
| Eliminatorias Mundial de Sudáfrica 2010 | Sudáfrica        | 7°lugar 23pts | Eliminado | 1  | 0  | 0    |

## Estadísticas
Actualizado al último partido jugado en el 2020.
| Chía FC · Colombia |               |               |     |    |    |   |    |    |     |    |
| 2ª | 2004          | ?             | ?   | -  | -  | - | -  | ?  | ?   |    |
| Total club | Total club    | ?             | ?   | 0  | 0  | 0 | 0  | ?  | ?   |    |
| Atlético Nacional · Colombia                                                                                                |               |               |     |    |    |   |    |    |     |    |
| 1ª | 2010/11       | 24            | 2   | 0  | 0  | 0 | 0  | 24 | 0   |    |
| Total club | Total club    | 24            | 2   | 0  | 0  | 0 | 0  | 24 | 2   |    |
| Barcelona SC · Ecuador | 1ª            | 2014          | 15  | 0  | -  | - | 0  | 0  | 15  | 0  |
| Barcelona SC · Ecuador | Total club    | Total club    | 15  | 0  | 0  | 0 | 0  | 0  | 15  | 0  |
| La Equidad · Colombia | 2ª            | 2005          | 10  | 1  | -  | - | -  | -  | 10  | 1  |
| La Equidad · Colombia | 1ª            |               |     |    |    |   |    |    |     |    |
| La Equidad · Colombia | 2006          | 34            | 9   | -  | -  | - | -  | 34 | 9   |    |
| La Equidad · Colombia | 2007          | 42            | 13  | -  | -  | - | -  | 42 | 13  |    |
| La Equidad · Colombia | 2008          | 45            | 5   | 5  | 2  | - | -  | 50 | 7   |    |
| La Equidad · Colombia | 2009          | 40            | 4   | 1  | 0  | 2 | 0  | 43 | 4   |    |
| La Equidad · Colombia | 2012          | 40            | 5   | 0  | 0  | 2 | 0  | 42 | 5   |    |
| La Equidad · Colombia | 2013          | 33            | 3   | 1  | 0  | 5 | 1  | 39 | 4   |    |
| La Equidad · Colombia | 2015          | 36            | 5   | 5  | 0  | - | -  | 41 | 5   |    |
| La Equidad · Colombia | 2016          | 38            | 11  | 8  | 2  | - | -  | 46 | 13  |    |
| La Equidad · Colombia | 2017          | 40            | 3   | 2  | 0  | - | -  | 42 | 3   |    |
| La Equidad · Colombia | 2018          | 36            | 3   | 6  | 2  | - | -  | 42 | 5   |    |
| La Equidad · Colombia | 2019          | 30            | 1   | 1  | 0  | 8 | 0  | 39 | 1   |    |
| La Equidad · Colombia | 2020          | 21            | 1   | 2  | 0  | - | -  | 23 | 1   |    |
| La Equidad · Colombia | 2021          | 29            | 0   |    |    |   |    |    |     |    |
| La Equidad · Colombia | 2022          | 26            | 1   |    |    |   |    |    |     |    |
| La Equidad · Colombia | Total club    | Total club    | 490 | 65 | 29 | 6 | 17 | 1  | 501 | 71 |
| Total carrera | Total carrera | Total carrera | 494 | 66 | 29 | 6 | 17 | 1  | 540 | 73 |
| (1) Incluye datos de la Copa Colombia . (2) Incluye datos de Copa Sudamericana. (3) No incluye goles en partidos amistosos. |               |               |     |    |    |   |    |    |     |    |

### Hat-tricks
| 1 | 8 de mayo de 2016 | Estadio La Independencia | Boyacá Chicó - La Equidad |  | 3 - 4 | Torneo Apertura 2016 |

## Palmarés

### Campeonatos nacionales
| Título          | Club              | País     | Año  |
| --------------- | ----------------- | -------- | ---- |
| Primera B       | La Equidad        | Colombia | 2006 |
| Copa Colombia   | La Equidad        | Colombia | 2008 |
| Torneo Apertura | Atlético Nacional | Colombia | 2011 |